# Bóng đá tại Thế vận hội Mùa hè 2020 – Giải đấu Nữ
Giải bóng đá nữ tại Thế vận hội Mùa hè 2020 được tổ chức từ ngày 21 tháng 7 đến ngày 6 tháng 8 năm 2021. Ban đầu, giải dự kiến diễn ra từ ngày 22 tháng 7 đến ngày 7 tháng 8 năm 2020 nhưng phải lùi lại vì Thế vận hội Mùa hè đã bị hoãn lại đến năm sau do đại dịch COVID-19. Tên chính thức của đại hội này vẫn là Thế vận hội Mùa hè 2020. Đây là lần tổ chức thứ 7 của giải bóng đá nữ Olympic. Cùng với giải đấu nam, giải bóng đá Thế vận hội Mùa hè 2020 được tổ chức tại 7 sân vận động thuộc 6 thành phố ở Nhật Bản bao gồm thành phố chủ nhà Olympic Tokyo, nơi sẽ tổ chức tận tranh huy chương vàng của nữ tại sân vận động Quốc gia. Không có giới hạn độ tuổi cầu thủ cho các đội tuyển tham dự giải đấu.
Đức, đội đương kim vô địch, đã không thể vượt qua vòng loại để tham dự giải đấu sau khi bị loại ở vòng tứ kết của Giải vô địch bóng đá nữ thế giới 2019.

## Lịch thi đấu
| G | Vòng bảng | ¼ | Tứ kết | ½ | Bán kết | B | Tranh huy chương đồng | F | Tranh huy chương vàng |

| T4 21 | T5 22 | T6 23 | T7 24 | CN 25 | T2 26 | T3 27 | T4 28 | T5 29 | T6 30 | T7 31 | CN 1 | T2 2 | T3 3 | T4 4 | T5 5 | T6 6 |
| ----- | ----- | ----- | ----- | ----- | ----- | ----- | ----- | ----- | ----- | ----- | ---- | ---- | ---- | ---- | ---- | ---- |
| G     |       |       | G     |       |       | G     |       |       | ¼     |       |      | ½    |      |      | B    | F    |

## Vòng loại
Ngoài nước chủ nhà Nhật Bản, 11 đội tuyển nữ quốc gia đã vượt qua vòng loại từ 6 liên đoàn châu lục riêng biệt. Ban tổ chức các giải đấu FIFA đã phê chuẩn việc phân bổ các suất vé tại cuộc họp của họ vào ngày 14 tháng 9 năm 2017.
Lần đầu tiên, theo thỏa thuận giữa bốn hiệp hội bóng đá Anh Quốc (Anh, Bắc Ireland, Scotland và Wales) cho đội tuyển nữ, Anh Quốc đã được quyền tham dự Thế vận hội thông qua thành tích của đội tuyển Anh tại Giải vô địch bóng đá nữ thế giới 2019 (một thủ tục đã được đội tuyển Anh Quốc áp dụng thành công trong môn khúc côn cầu trên cỏ và bóng bầu dục bảy người). Lần tham dự duy nhất trước đó của đội tuyển này là ở giải đấu năm 2012 trong đó họ tự động vượt qua vòng loại với tư cách là chủ nhà. Anh Quốc đã thành công trong việc vượt qua vòng loại vì Anh là một trong ba đội tuyển châu Âu tốt nhất. Scotland cũng vượt qua vòng loại để tham dự Giải vô địch bóng đá thế giới, nhưng theo thỏa thuận trong đó quốc gia có thứ hạng cao nhất được đề cử để xét kết quả cho vòng loại Thế vận hội, thành tích của họ không được tính đến (các cầu thủ Scotland, Wales và Bắc Ireland đủ điều kiện tham gia vào đội tuyển Anh Quốc tại Thế vận hội).
| Phương thức vòng loại                                                     | Các ngày2                         | Địa điểm2      | Số suất | Đội vượt qua vòng loại        |
| ------------------------------------------------------------------------- | --------------------------------- | -------------- | ------- | ----------------------------- |
| Quốc gia chủ nhà                                                          | —                                 | —              | 1       | Nhật Bản                      |
| Giải vô địch bóng đá Nam Mỹ 2018                                          | 4–22 tháng 4 năm 2018             | Chile          | 1       | Brasil                        |
| Cúp bóng đá các quốc gia châu Đại Dương 2018                              | 18 tháng 11 – 1 tháng 12 năm 2018 | New Caledonia  | 1       | New Zealand                   |
| Giải vô địch bóng đá nữ thế giới 2019 (tư cách là vòng loại UEFA)         | 7 tháng 6 – 7 tháng 7 năm 2019    | Pháp           | 3       | Anh Quốc · Hà Lan · Thụy Điển |
| Vòng loại bóng đá Thế vận hội Mùa hè 2020 khu vực Bắc, Trung Mỹ và Caribe | 28 tháng 1 – 9 tháng 2 năm 2020   | Hoa Kỳ         | 2       | Canada · Hoa Kỳ               |
| Vòng loại bóng đá Thế vận hội Mùa hè 2020 khu vực châu Phi                | 5–10 tháng 3 năm 2020             | Nhiều địa điểm | 1       | Zambia                        |
| Vòng loại bóng đá Thế vận hội Mùa hè 2020 khu vực châu Á                  | 8–13 tháng 4 năm 2021             | Nhiều địa điểm | 2       | Úc · Trung Quốc               |
| Play-off CAF–CONMEBOL                                                     | 10–13 tháng 4 năm 2021            | Thổ Nhĩ Kỳ     | 1       | Chile                         |
| Tổng số                                                                   |                                   |                | 12      |                               |

- ^2 Ngày và địa điểm của vòng chung kết khu vực đó (hoặc vòng cuối cùng của giải đấu vòng loại), các giai đoạn vòng loại khác nhau có thể diễn ra trước đó ở nhiều địa điểm khác nhau.

## Địa điểm
Giải đấu được tổ chức tại 7 địa điểm khác nhau trải đều khắp 6 thành phố:
- Sân vận động Kashima, Kashima
- Sân vận động Miyagi, Rifu
- Sân vận động Saitama 2002, Saitama
- Sapporo Dome, Sapporo
- Sân vận động Quốc gia, Tokyo
- Sân vận động Tokyo, Tokyo
- Sân vận động Quốc tế Yokohama, Yokohama

Trận tranh huy chương vàng ban đầu được dự kiến sẽ diễn ra tại Sân vận động Quốc gia ở Tokyo, nhưng vì sân này đã được sắp xếp sẵn cho các nội dung điền kinh vào buổi tối nên trận đấu được chuyển đến sân vận động Quốc tế Yokohama ở Yokohama. Do đại dịch COVID-19 tại Nhật Bản, hầu hết các trận đấu được diễn ra trong tình trạng không khán giả. Tuy nhiên, sân vận động Miyagi đã cho phép một lượng khán giả hạn chế tham dự các trận đấu và và sân vận động Kashima đã cho phép học sinh địa phương tham dự như một phần trong chương trình học, nhưng khán giả Thế vận hội vẫn không được phép.

## Đội hình
Giải đấu nữ là một giải đấu quốc tế đầy đủ với độ tuổi tham dự không giới hạn. Theo truyền thống, mỗi đội tuyển phải gửi một danh sách thi đấu gồm 18 cầu thủ (hai trong số đó phải là thủ môn), và một danh sách khác gồm bốn cầu thủ dự bị có thể thay thế cho bất kỳ cầu thủ nào trong đội hình chính trong trường hợp họ bị chấn thương trong quá trình diễn ra giải đấu. Vào cuối tháng 6 năm 2021, Ủy ban Olympic Quốc tế và FIFA đã thông báo rằng tất cả 22 cầu thủ của mỗi đội tuyển sẽ có sẵn để lựa chọn trước mỗi trận đấu. Theo đó, các đội tuyển sẽ chọn ra từ tổng số 22 cầu thủ của họ một đội hình 18 cầu thủ sẽ có mặt để thi đấu trong trận đấu đó. IOC cũng quy định rằng một cầu thủ phải xuất hiện trong danh sách 18 cầu thủ trong ngày thi đấu ít nhất một lần để được coi là vận động viên Olympic và nhận được huy chương. Các thay đổi quy tắc được thực hiện liên quan đến những thách thức do đại dịch COVID-19 gây ra.

## Trọng tài
Vào tháng 6 năm 2020, FIFA đã phê duyệt việc sử dụng trợ lý trọng tài video (VAR) cho giải đấu. Các trọng tài đã được công bố vào ngày 23 tháng 4 năm 2021.
| Liên đoàn | Trọng tài                    | Trợ lý trọng tài                                            |
| --------- | ---------------------------- | ----------------------------------------------------------- |
| AFC       | Kate Jacewicz (Úc)           | Kim Kyong-min (Hàn Quốc) Lee Seul-gi (Hàn Quốc)             |
| AFC       | Yamashita Yoshimi (Nhật Bản) | Teshirogi Naomi (Nhật Bản) Bozono Makoto (Nhật Bản)         |
| CAF       | Salima Mukansanga (Rwanda)   | Bernadettar Kwimbira (Malawi) Mary Njorge (Kenya)           |
| CONCACAF  | Melissa Borjas (Honduras)    | Shirley Perello (Honduras) Chantal Boudreau (Canada)        |
| CONCACAF  | Lucila Venegas (México)      | Mayte Chávez (México) Enedina Caudillo (México)             |
| CONMEBOL  | Edina Alves Batista (Brasil) | Neuza Back (Brasil) Mariana De Almeida (Argentina)          |
| CONMEBOL  | Laura Fortunato (Argentina)  | Mónica Amboya (Ecuador) Mary Blanco (Colombia)              |
| UEFA      | Stéphanie Frappart (Pháp)    | Manuela Nicolosi (Pháp) Michelle O'Neill (Cộng hòa Ireland) |
| UEFA      | Kateryna Monzul (Ukraina)    | Maryna Striletska (Ukraina) Sanja Rodak (Croatia)           |
| UEFA      | Anastasia Pustovoitova (Nga) | Ekaterina Kurochkina (Nga) Lucie Ratajova (Cộng hòa Séc)    |
| UEFA      | Esther Staubli (Thụy Sĩ)     | Susanne Küng (Thụy Sĩ) Katrin Rafalski (Đức)                |

| Liên đoàn | Trọng tài                     |
| --------- | ----------------------------- |
| CAF       | Ndidi Patience Madu (Nigeria) |
| CAF       | Maria Rivet (Mauritius)       |

| Liên đoàn     | Trợ lý trọng tài video                   |
| ------------- | ---------------------------------------- |
| Trọng tài nam |                                          |
| AFC           | Phó Minh (Trung Quốc)                    |
| AFC           | Abdulla Al-Marri (Qatar)                 |
| AFC           | Muhammad Taqi (Singapore)                |
| CAF           | Mahmoud Mohamed Ashour (Ai Cập)          |
| CAF           | Adil Zourak (Maroc)                      |
| CONCACAF      | Edvin Jurisevic (Hoa Kỳ)                 |
| CONCACAF      | Erick Miranda (México)                   |
| CONCACAF      | Chris Penso (Hoa Kỳ)                     |
| CONMEBOL      | Andrés Cunha (Uruguay)                   |
| CONMEBOL      | Nicolás Gallo (Colombia)                 |
| CONMEBOL      | Wagner Reway (Brasil)                    |
| CONMEBOL      | Mauro Vigliano (Argentina)               |
| UEFA          | Abdulkadir Bitigen (Thổ Nhĩ Kỳ)          |
| UEFA          | Guillermo Cuadra Fernández (Tây Ban Nha) |
| UEFA          | Marco Guida (Ý)                          |
| UEFA          | Tiago Martins (Bồ Đào Nha)               |
| UEFA          | Benoît Millot (Pháp)                     |
| UEFA          | Paweł Raczkowski (Ba Lan)                |
| UEFA          | Roi Reinshreiber (Israel)                |
| Trọng tài nữ  |                                          |
| UEFA          | Bibiana Steinhaus (Đức)                  |

## Bốc thăm
Lễ bốc thăm cho giải đấu nữ được tổ chức vào lúc 10:00 CEST (UTC+2) ngày 21 tháng 4 năm 2021 tại trụ sở FIFA ở Zürich, Thụy Sĩ. Buổi lễ được thực hiện bởi Sarai Bareman, giám đốc bóng đá nữ FIFA, trong khi Samantha Johnson là người dẫn dắt buổi lễ. Lindsay Tarpley và Ryan Nelsen đóng vai trò là những trợ lý bốc thăm.
12 đội tuyển được bốc thăm chia thành 3 bảng 4 đội, được ký hiệu là các bảng E, F và G để tránh nhầm lẫn với các bảng đấu của nam (sử dụng ký hiệu từ A đến D). Chủ nhà Nhật Bản tự động được xếp hạt giống vào Nhóm 1 và được xếp vào vị trí E1, trong khi các đội tuyển còn lại được phân hạt giống vào các nhóm tương ứng dựa trên bảng xếp hạng bóng đá nữ thế giới được công bố vào ngày 16 tháng 4 năm 2021 (hiển thị trong dấu ngoặc đơn bên dưới). Vì Anh Quốc không phải là thành viên của FIFA và do đó không có thứ hạng, hạt giống của họ được xét theo vị trí trên bảng xếp hạng FIFA của Anh, đội vượt qua vòng loại đại diện cho Anh Quốc. Không có bảng nào có thể chứa nhiều hơn một đội tuyển từ mỗi liên đoàn.
| Nhóm 1                                                      | Nhóm 2                                      | Nhóm 3                                  | Nhóm 4                                         |
| ----------------------------------------------------------- | ------------------------------------------- | --------------------------------------- | ---------------------------------------------- |
| - Nhật Bản (11) (được gán cho E1) - Hoa Kỳ (1) - Hà Lan (3) | - Thụy Điển (5) - Anh Quốc (6) - Brasil (7) | - Canada (8) - Úc (9) - Trung Quốc (14) | - New Zealand (22) - Chile (37) - Zambia (104) |

## Vòng bảng
12 đội tuyển được chia thành 3 bảng 4 đội, trong mỗi bảng các đội sẽ thi đấu với nhau theo thể thức vòng tròn một lượt. Hai đội đứng đầu mỗi bảng và hai đội xếp thứ ba tốt nhất giành quyền vào tứ kết.
Tất cả thời gian đều là giờ địa phương, JST (UTC+9).

### Các tiêu chí
Thứ hạng của các đội tuyển trong vòng bảng được xác định như sau:
1. Điểm thu được trong tất cả các trận đấu bảng (ba điểm cho 1 trận thắng, một điểm cho 1 trận hòa, không có điểm cho 1 trận thua);
2. Hiệu số bàn thắng thua trong tất cả các trận đấu bảng;
3. Số bàn thắng ghi được trong tất cả các trận đấu bảng;
4. Điểm thu được trong các trận đấu giữa các đội tuyển được đề cập;
5. Hiệu số bàn thắng thua trong các trận đấu giữa các đội tuyển được đề cập;
6. Số bàn thắng ghi được trong các trận đấu giữa các đội tuyển được đề cập;
7. Điểm kỷ luật trong tất cả các trận đấu bảng (chỉ có thể áp dụng một khoản trừ cho một cầu thủ trong một trận đấu):   - Thẻ vàng: −1 điểm;
  - Thẻ đỏ gián tiếp (thẻ vàng thứ hai): −3 điểm;
  - Thẻ đỏ trực tiếp: −4 điểm;
  - Thẻ vàng và thẻ đỏ trực tiếp: −5 điểm;
8. Bốc thăm.

### Bảng E
| VT | Đội          | ST | T | H | B | BT | BB | HS | Đ | Giành quyền tham dự |
| -- | ------------ | -- | - | - | - | -- | -- | -- | - | ------------------- |
| 1  | Anh Quốc     | 3  | 2 | 1 | 0 | 4  | 1  | +3 | 7 | Tứ kết              |
| 2  | Canada       | 3  | 1 | 2 | 0 | 4  | 3  | +1 | 5 | Tứ kết              |
| 3  | Nhật Bản (H) | 3  | 1 | 1 | 1 | 2  | 2  | 0  | 4 | Tứ kết              |
| 4  | Chile        | 3  | 0 | 0 | 3 | 1  | 5  | −4 | 0 |                     |

| Anh Quốc         | 2–0                              | Chile |
| ---------------- | -------------------------------- | ----- |
| - White 18', 73' | Chi tiết (TOCOG) Chi tiết (FIFA) |       |

| Nhật Bản       | 1–1                              | Canada        |
| -------------- | -------------------------------- | ------------- |
| - Iwabuchi 84' | Chi tiết (TOCOG) Chi tiết (FIFA) | - Sinclair 6' |

| Chile               | 1–2                              | Canada            |
| ------------------- | -------------------------------- | ----------------- |
| - Araya 57' (ph.đ.) | Chi tiết (TOCOG) Chi tiết (FIFA) | - Beckie 39', 47' |

| Nhật Bản | 0–1                              | Anh Quốc    |
| -------- | -------------------------------- | ----------- |
|          | Chi tiết (TOCOG) Chi tiết (FIFA) | - White 74' |

| Chile | 0–1                              | Nhật Bản     |
| ----- | -------------------------------- | ------------ |
|       | Chi tiết (TOCOG) Chi tiết (FIFA) | - Tanaka 77' |

| Canada     | 1–1                              | Anh Quốc   |
| ---------- | -------------------------------- | ---------- |
| - Leon 55' | Chi tiết (TOCOG) Chi tiết (FIFA) | - Weir 85' |

### Bảng F
| VT | Đội        | ST | T | H | B | BT | BB | HS  | Đ | Giành quyền tham dự |
| -- | ---------- | -- | - | - | - | -- | -- | --- | - | ------------------- |
| 1  | Hà Lan     | 3  | 2 | 1 | 0 | 21 | 8  | +13 | 7 | Tứ kết              |
| 2  | Brasil     | 3  | 2 | 1 | 0 | 9  | 3  | +6  | 7 | Tứ kết              |
| 3  | Zambia     | 3  | 0 | 1 | 2 | 7  | 15 | −8  | 1 |                     |
| 4  | Trung Quốc | 3  | 0 | 1 | 2 | 6  | 17 | −11 | 1 |                     |

| Trung Quốc | 0–5                              | Brasil                                                             |
| ---------- | -------------------------------- | ------------------------------------------------------------------ |
|            | Chi tiết (TOCOG) Chi tiết (FIFA) | - Marta 9', 74' - Debinha 22' - Andressa 82' (ph.đ.) - Beatriz 89' |

| Zambia                | 3–10                             | Hà Lan |
| --------------------- | -------------------------------- | --- |
| - Banda 19', 82', 83' | Chi tiết (TOCOG) Chi tiết (FIFA) | - Miedema 9', 15', 29', 59' - Martens 14', 38' - Van de Sanden 44' - Roord 64' - Beerensteyn 75' - Pelova 80' |

| Trung Quốc                              | 4–4                              | Zambia                                         |
| --------------------------------------- | -------------------------------- | ---------------------------------------------- |
| - Wang Shuang 6', 22', 23', 84' (ph.đ.) | Chi tiết (TOCOG) Chi tiết (FIFA) | - Kundananji 15' - Banda 43' (ph.đ.), 46', 69' |

| Hà Lan                          | 3–3                              | Brasil                                          |
| ------------------------------- | -------------------------------- | ----------------------------------------------- |
| - Miedema 3', 59' - Janssen 79' | Chi tiết (TOCOG) Chi tiết (FIFA) | - Debinha 16' - Marta 65' (ph.đ.) - Ludmila 68' |

| Hà Lan                                                                                          | 8–2                              | Trung Quốc                            |
| ----------------------------------------------------------------------------------------------- | -------------------------------- | ------------------------------------- |
| - Van de Sanden 12' - Beerensteyn 37', 45+2' - Martens 47', 70' - Miedema 65', 76' - Pelova 71' | Chi tiết (TOCOG) Chi tiết (FIFA) | - Wang Shanshan 28' - Wang Yanwen 69' |

| Brasil         | 1–0                              | Zambia |
| -------------- | -------------------------------- | ------ |
| - Andressa 19' | Chi tiết (TOCOG) Chi tiết (FIFA) |        |

### Bảng G
| VT | Đội         | ST | T | H | B | BT | BB | HS | Đ | Giành quyền tham dự |
| -- | ----------- | -- | - | - | - | -- | -- | -- | - | ------------------- |
| 1  | Thụy Điển   | 3  | 3 | 0 | 0 | 9  | 2  | +7 | 9 | Tứ kết              |
| 2  | Hoa Kỳ      | 3  | 1 | 1 | 1 | 6  | 4  | +2 | 4 | Tứ kết              |
| 3  | Úc          | 3  | 1 | 1 | 1 | 4  | 5  | −1 | 4 | Tứ kết              |
| 4  | New Zealand | 3  | 0 | 0 | 3 | 2  | 10 | −8 | 0 |                     |

| Thụy Điển                            | 3–0                              | Hoa Kỳ |
| ------------------------------------ | -------------------------------- | ------ |
| - Blackstenius 25', 54' - Hurtig 72' | Chi tiết (TOCOG) Chi tiết (FIFA) |        |

| Úc                      | 2–1                              | New Zealand    |
| ----------------------- | -------------------------------- | -------------- |
| - Yallop 20' - Kerr 33' | Chi tiết (TOCOG) Chi tiết (FIFA) | - Rennie 90+1' |

| Thụy Điển                                        | 4–2                              | Úc              |
| ------------------------------------------------ | -------------------------------- | --------------- |
| - Rolfö 20', 63' - Hurtig 52' - Blackstenius 82' | Chi tiết (TOCOG) Chi tiết (FIFA) | - Kerr 36', 48' |

| New Zealand   | 1–6                              | Hoa Kỳ                                                                                   |
| ------------- | -------------------------------- | ---------------------------------------------------------------------------------------- |
| - Hassett 72' | Chi tiết (TOCOG) Chi tiết (FIFA) | - Lavelle 9' - Horan 45' - Erceg 63' (l.n.) - Press 80' - Morgan 88' - Bott 90+3' (l.n.) |

| New Zealand | 0–2                              | Thụy Điển                   |
| ----------- | -------------------------------- | --------------------------- |
|             | Chi tiết (TOCOG) Chi tiết (FIFA) | - Anvegård 17' - Janogy 29' |

| Hoa Kỳ | 0–0                              | Úc |
| ------ | -------------------------------- | -- |
|        | Chi tiết (TOCOG) Chi tiết (FIFA) |    |

### Xếp hạng các đội xếp thứ ba
| VT | Bg | Đội      | ST | T | H | B | BT | BB | HS | Đ | Giành quyền tham dự |
| -- | -- | -------- | -- | - | - | - | -- | -- | -- | - | ------------------- |
| 1  | E  | Nhật Bản | 3  | 1 | 1 | 1 | 2  | 2  | 0  | 4 | Tứ kết              |
| 2  | G  | Úc       | 3  | 1 | 1 | 1 | 4  | 5  | −1 | 4 | Tứ kết              |
| 3  | F  | Zambia   | 3  | 0 | 1 | 2 | 7  | 15 | −8 | 1 |                     |

## Vòng đấu loại trực tiếp
Trong vòng đấu loại trực tiếp, hiệp phụ và loạt sút luân lưu (nếu cần thiết) sẽ được sử dụng để xác định đội thắng nếu trận đấu có kết quả hòa sau 90 phút chính thức.

### Sơ đồ
|  | Tứ kết                | Tứ kết              |                             |       | Bán kết               | Bán kết               |  |  | Tranh huy chương vàng | Tranh huy chương vàng |
|  |                       |                     |                             |       |                       |                       |  |  |                       |                       |
|  | 30 tháng 7 – Kashima  |                     |                             |       |                       |                       |  |  |                       |                       |
|  |                       |                     |                             |       |                       |                       |  |  |                       |                       |
|  | Anh Quốc              | 3                   |                             |       |                       |                       |  |  |                       |                       |
|  | Anh Quốc              | 3                   | 2 tháng 8 – Yokohama        |       |                       |                       |  |  |                       |                       |
|  | Úc (s.h.p.)           | 4                   |                             |       |                       |                       |  |  |                       |                       |
|  | Úc (s.h.p.)           | 4                   | Úc                          | 0     |                       |                       |  |  |                       |                       |
|  | 30 tháng 7 – Saitama  |                     | Úc                          | 0     |                       |                       |  |  |                       |                       |
|  |                       | Thụy Điển           | 1                           |       |                       |                       |  |  |                       |                       |
|  | Thụy Điển             | Thụy Điển           | 1                           | 3     |                       |                       |  |  |                       |                       |
|  | Thụy Điển             |                     | 6 tháng 8 – Tokyo (Quốc tế) | 3     |                       |                       |  |  |                       |                       |
|  | Nhật Bản              | 1                   |                             |       |                       |                       |  |  |                       |                       |
|  | Nhật Bản              | 1                   | Thụy Điển                   | 1 (2) |                       |                       |  |  |                       |                       |
|  | 30 tháng 7 – Yokohama |                     | Thụy Điển                   | 1 (2) |                       |                       |  |  |                       |                       |
|  |                       | Canada (p)          | 1 (3)                       |       |                       |                       |  |  |                       |                       |
|  | Hà Lan                | Canada (p)          | 1 (3)                       | 2 (2) |                       |                       |  |  |                       |                       |
|  | Hà Lan                | 2 tháng 8 – Kashima |                             | 2 (2) |                       |                       |  |  |                       |                       |
|  | Hoa Kỳ (p)            | 2 (4)               |                             |       |                       |                       |  |  |                       |                       |
|  | Hoa Kỳ (p)            | 2 (4)               | Hoa Kỳ                      | 0     |                       |                       |  |  |                       |                       |
|  | 30 tháng 7 – Rifu     |                     | Hoa Kỳ                      | 0     |                       |                       |  |  |                       |                       |
|  |                       | Canada              | 1                           |       | Tranh huy chương đồng | Tranh huy chương đồng |  |  |                       |                       |
|  | Canada (p)            | Canada              | 1                           | 0 (4) | Tranh huy chương đồng | Tranh huy chương đồng |  |  |                       |                       |
|  | Canada (p)            |                     | 5 tháng 8 – Kashima         | 0 (4) |                       |                       |  |  |                       |                       |
|  | Brasil                | 0 (3)               |                             |       |                       |                       |  |  |                       |                       |
|  | Brasil                | 0 (3)               | Úc                          | 3     |                       |                       |  |  |                       |                       |
|  |                       |                     |                             |       |                       |                       |  |  |                       |                       |
|  | Hoa Kỳ                | 4                   |                             |       |                       |                       |  |  |                       |                       |
|  | Hoa Kỳ                | 4                   |                             |       |                       |                       |  |  |                       |                       |

### Tứ kết
| Canada                                          | 0–0 (s.h.p.)                     | Brasil                                          |
| ----------------------------------------------- | -------------------------------- | ----------------------------------------------- |
|                                                 | Chi tiết (TOCOG) Chi tiết (FIFA) |                                                 |
| Loạt sút luân lưu                               |                                  |                                                 |
| - Sinclair - Fleming - Lawrence - Leon - Gilles | 4–3                              | - Marta - Debinha - Érika - Andressa - Rafaelle |

| Anh Quốc               | 3–4 (s.h.p.)                     | Úc                                           |
| ---------------------- | -------------------------------- | -------------------------------------------- |
| - White 57', 66', 115' | Chi tiết (TOCOG) Chi tiết (FIFA) | - Kennedy 35' - Kerr 89', 106' - Fowler 103' |

| Thụy Điển                                              | 3–1                              | Nhật Bản     |
| ------------------------------------------------------ | -------------------------------- | ------------ |
| - Eriksson 7' - Blackstenius 53' - Asllani 68' (ph.đ.) | Chi tiết (TOCOG) Chi tiết (FIFA) | - Tanaka 23' |

| Hà Lan                                       | 2–2 (s.h.p.)                     | Hoa Kỳ                               |
| -------------------------------------------- | -------------------------------- | ------------------------------------ |
| - Miedema 18', 54'                           | Chi tiết (TOCOG) Chi tiết (FIFA) | - S. Mewis 28' - Williams 31'        |
| Loạt sút luân lưu                            |                                  |                                      |
| - Miedema - Janssen - Van der Gragt - Nouwen | 2–4                              | - Lavelle - Morgan - Press - Rapinoe |

### Bán kết
| Hoa Kỳ | 0–1                              | Canada                |
| ------ | -------------------------------- | --------------------- |
|        | Chi tiết (TOCOG) Chi tiết (FIFA) | - Fleming 75' (ph.đ.) |

| Úc | 0–1                              | Thụy Điển   |
| -- | -------------------------------- | ----------- |
|    | Chi tiết (TOCOG) Chi tiết (FIFA) | - Rolfö 46' |

### Tranh huy chương đồng
| Úc                                   | 3–4                              | Hoa Kỳ                               |
| ------------------------------------ | -------------------------------- | ------------------------------------ |
| - Kerr 17' - Foord 54' - Gielnik 90' | Chi tiết (TOCOG) Chi tiết (FIFA) | - Rapinoe 8', 21' - Lloyd 45+1', 51' |

### Tranh huy chương vàng
| Thụy Điển                                                  | 1–1 (s.h.p.)                     | Canada                                               |
| ---------------------------------------------------------- | -------------------------------- | ---------------------------------------------------- |
| Blackstenius 34'                                           | Chi tiết (TOCOG) Chi tiết (FIFA) | Fleming 67' (ph.đ.)                                  |
| Loạt sút luân lưu                                          |                                  |                                                      |
| - Asllani - Björn - Schough - Anvegård - Seger - Andersson | 2–3                              | - Fleming - Lawrence - Gilles - Leon - Rose - Grosso |

## Thống kê

### Cầu thủ ghi bàn
Đã có 101 bàn thắng ghi được trong 26 trận đấu, trung bình 3.88 bàn thắng mỗi trận đấu.
10 bàn thắng
- Vivianne Miedema

6 bàn thắng
- Sam Kerr
- Ellen White
- Barbra Banda

5 bàn thắng
- Stina Blackstenius

4 bàn thắng
- Wang Shuang
- Lieke Martens

3 bàn thắng
- Marta
- Lineth Beerensteyn
- Fridolina Rolfö

2 bàn thắng
- Andressa
- Debinha
- Janine Beckie
- Jessie Fleming
- Tanaka Mina
- Victoria Pelova
- Shanice van de Sanden
- Lina Hurtig
- Megan Rapinoe

1 bàn thắng
- Caitlin Foord
- Mary Fowler
- Emily Gielnik
- Alanna Kennedy
- Tameka Yallop
- Beatriz
- Ludmila
- Adriana Leon
- Christine Sinclair
- Karen Araya
- Wang Shanshan
- Wang Yanwen
- Iwabuchi Mana
- Dominique Janssen
- Jill Roord
- Betsy Hassett
- Gabi Rennie
- Anna Anvegård
- Kosovare Asllani
- Magdalena Eriksson
- Madelen Janogy
- Lindsey Horan
- Rose Lavelle
- Carli Lloyd
- Sam Mewis
- Alex Morgan
- Christen Press
- Lynn Williams
- Racheal Kundananji

1 bàn phản lưới nhà
- Nichelle Prince (trong trận gặp Anh Quốc)
- C. J. Bott (trong trận gặp Hoa Kỳ)
- Abby Erceg (trong trận gặp Hoa Kỳ)

Nguồn: TOCOG

### Kỷ luật
Một cầu thủ được tự động bị treo giò trong trận đấu tiếp theo nếu  các vi phạm sau:
- Nhận một thẻ đỏ (đình chỉ thẻ đỏ có thể được gia hạn vì vi phạm nghiêm trọng)
- Nhận hai thẻ vàng trong hai trận đấu; thẻ vàng hết hạn sau khi hoàn thành vòng tứ kết (đình chỉ thẻ vàng không được chuyển tiếp đến bất kỳ trận đấu quốc tế nào khác trong tương lai)

Các vi phạm sau đây đã bị đình chỉ trong suốt giải đấu:
| Cầu thủ         | Vi phạm                                                                                                 | Đình chỉ                                            |
| --------------- | --- | --------------------------------------------------- |
| Martha Tembo    | trong vòng loại v Cameroon (10 tháng 3 năm 2020)                                                        | Bảng F v Hà Lan (ngày đấu 1; 21 tháng 7 năm 2021)   |
| Li Qingtong     | trong bảng F v Zambia (ngày đấu 2; 24 tháng 7 năm 2021)                                                 | Bảng F v Hà Lan (ngày đấu 3; 27 tháng 7 năm 2021)   |
| Lushomo Mweemba | trong bảng F v Brasil (ngày đấu 3; 27 tháng 7 năm 2021)                                                 | Đình chỉ được thực hiên ngoài giải đấu              |
| Ludmila         | trong bảng F v Hà Lan (ngày đấu 2; 24 tháng 7 năm 2021) · trong tứ kết v Canada (30 tháng 7 năm 2021)   | Đội tuyển đã bị loại khỏi giải đấu                  |
| Jayde Riviere   | trong bảng E v Anh Quốc (ngày đấu 3; 27 tháng 7 năm 2021) · trong tứ kết v Brasil (30 tháng 7 năm 2021) | Bán kết v Hoa Kỳ (2 tháng 8 năm 2021)               |
| Ellie Carpenter | trong bán kết v Thụy Điển (2 tháng 8 năm 2021)                                                          | Tranh huy chương đồng v Hoa Kỳ (5 tháng 8 năm 2021) |

### Bảng xếp hạng giải đấu
Theo quy ước thống kê trong bóng đá, các trận đấu được quyết định trong hiệp phụ được tính là trận thắng và trận thua, trong khi các trận đấu được quyết định bằng loạt sút luân lưu được tính là trận hòa.

| VT | Bg | Đội          | ST | T | H | B | BT | BB | HS  | Đ  | Kết quả chung cuộc  |
| -- | -- | ------------ | -- | - | - | - | -- | -- | --- | -- | ------------------- |
| 1  | E  | Canada       | 6  | 2 | 4 | 0 | 6  | 4  | +2  | 10 | Huy chương vàng     |
| 2  | G  | Thụy Điển    | 6  | 5 | 1 | 0 | 14 | 4  | +10 | 16 | Huy chương bạc      |
| 3  | G  | Hoa Kỳ       | 6  | 2 | 2 | 2 | 12 | 10 | +2  | 8  | Huy chương đồng     |
| 4  | G  | Úc           | 6  | 2 | 1 | 3 | 11 | 13 | −2  | 7  | Hạng tư             |
|    |    |              |    |   |   |   |    |    |     |    |                     |
| 5  | F  | Hà Lan       | 4  | 2 | 2 | 0 | 23 | 10 | +13 | 8  | Bị loại ở tứ kết    |
| 6  | F  | Brasil       | 4  | 2 | 2 | 0 | 9  | 3  | +6  | 8  | Bị loại ở tứ kết    |
| 7  | E  | Anh Quốc     | 4  | 2 | 1 | 1 | 7  | 5  | +2  | 7  | Bị loại ở tứ kết    |
| 8  | E  | Nhật Bản (H) | 4  | 1 | 1 | 2 | 3  | 5  | −2  | 4  | Bị loại ở tứ kết    |
|    |    |              |    |   |   |   |    |    |     |    |                     |
| 9  | F  | Zambia       | 3  | 0 | 1 | 2 | 7  | 15 | −8  | 1  | Bị loại ở vòng bảng |
| 10 | F  | Trung Quốc   | 3  | 0 | 1 | 2 | 6  | 17 | −11 | 1  | Bị loại ở vòng bảng |
| 11 | E  | Chile        | 3  | 0 | 0 | 3 | 1  | 5  | −4  | 0  | Bị loại ở vòng bảng |
| 12 | G  | New Zealand  | 3  | 0 | 0 | 3 | 2  | 10 | −8  | 0  | Bị loại ở vòng bảng |